# Vladimir Brčkov
Vladimir Brčkov (in macedone Владимир Брчков?; Veles, 9 dicembre 1987) è un ex cestista macedone.

## Carriera
Con la Macedonia del Nord ha disputato due edizioni dei Campionati europei (2013, 2015).

## Palmarès
- Lega Balcanica: 1

Kavadarci: 2010-11